# Österreichischer Meister

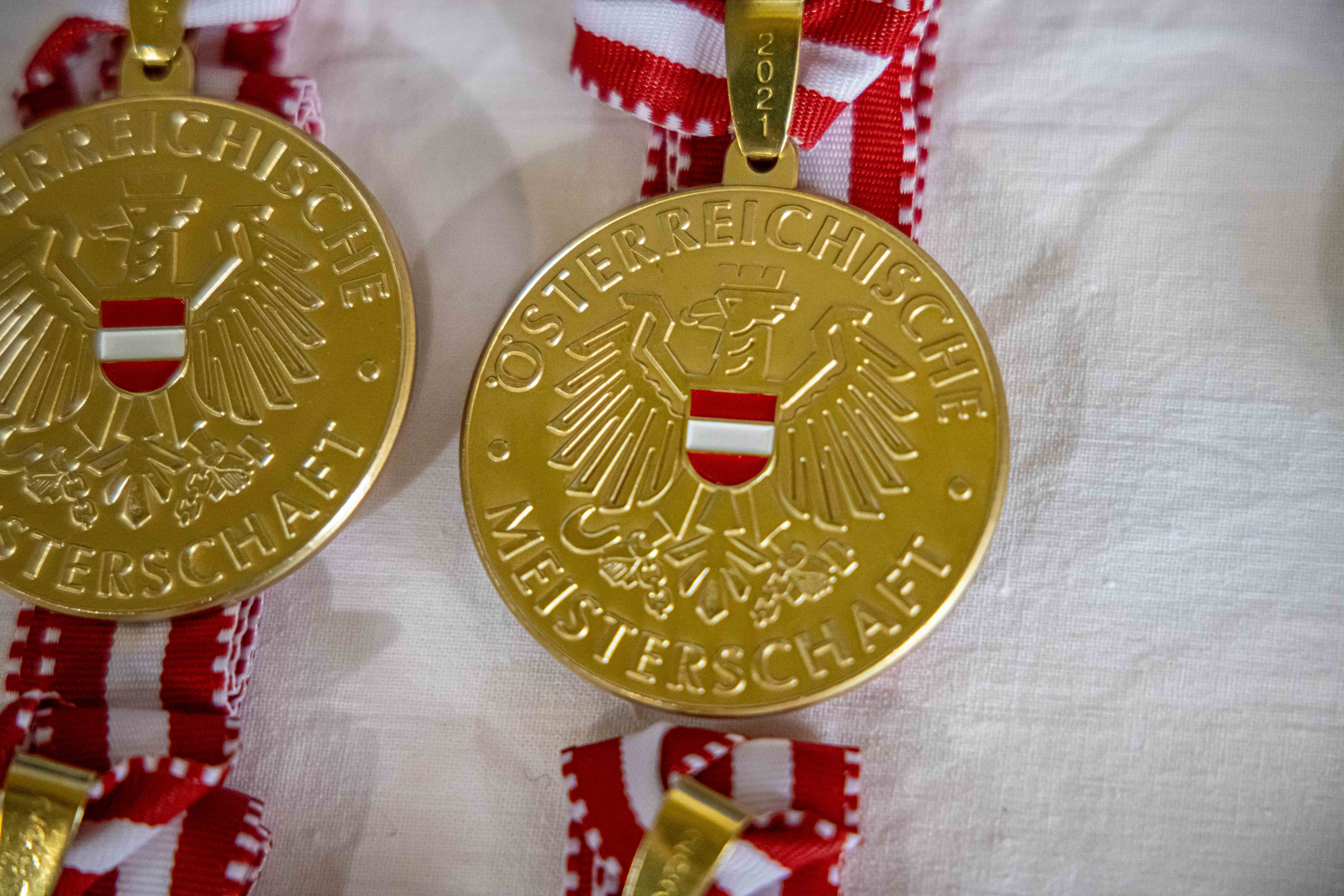
Goldmedaillen der Österreichischen Meisterschaft (2021)

Österreichischer Meister ist die allgemeine Bezeichnung für den Sieger in der Mannschafts- oder Einzelwertung bei nationalen Sportwettbewerben in Österreich.
Im Gegensatz zum österreichischen Staatsmeister wird der Titel österreichischer Meister in allen Alterskategorien vergeben und auch in Disziplinen, die von der Österreichischen Bundes-Sportorganisation (noch) nicht anerkannt sind.